# Cratichneumon sexarmillatus
Cratichneumon sexarmillatus är en stekelart som först beskrevs av Joseph Kriechbaumer 1891.  I den svenska databasen Dyntaxa används istället namnet Cratichneumon albiscuta. Cratichneumon sexarmillatus ingår i släktet Cratichneumon och familjen brokparasitsteklar. Arten är reproducerande i Sverige. Inga underarter finns listade i Catalogue of Life.